# 君がいたから (FIELD OF VIEWの曲)
『君がいたから』（きみがいたから）は、FIELD OF VIEWの1枚目のシングル。

## 解説
- 「view」から名前を変えて活動を開始したデビューシングル。
- デビュー作ながらオリコン週間シングルチャート3位を獲得、累計89.8万枚を売り上げた（オリコン調べ）。
- ビデオクリップでは、本作のレコーディング風景やスタジオでサビを歌っている様子などを、全編フィルム撮影で収録したものを使用している。

## 収録曲
1. 君がいたから
作詞：坂井泉水　作曲：織田哲郎　編曲：葉山たけし
主題歌となったドラマのタイトルである『輝く季節の中で』（かがやくときのなかで）という一節が、歌詞の中に織り込まれており、仮タイトルでもあった。
コーラスには作詞提供を行った坂井泉水の他、大黒摩季、宇徳敬子、川島だりあ、生沢佑一がコーラスに参加。
坂井はZARDとしてアルバム『TODAY IS ANOTHER DAY』にてセルフカバーしている。
2003年に発売された非公認ベストアルバム『complete of FIELD OF VIEW at the BEING studio』にはAcoustic versionが収録されている。
ドラマの最終回エンディングにおいて使用されたものは、ボーカルはじめシングルバージョンと異なる。
2. セピア
作詞：浅岡雄也 作曲：多々納好夫 編曲：安部潤
後に、1996年公開の'96春東映アニメフェア『ドラゴンボール 最強への道』のTV告知スポットのBGMとして使用された（「THINK OF MYSELF」と共に使用された）。
アルバム『FIELD OF VIEW I』に収録されている。
3. 君がいたから（オリジナル・カラオケ）
コーラス付きのカラオケになっている。

## 楽曲の収録アルバム
- FIELD OF VIEW I (#1,2)
- SINGLES COLLECTION+4 (#1)
- the FIELD OF VIEW BEST 2001 Limited Edition of Asia (#1)
- Memorial BEST 〜Gift of Melodies〜 (#1)
- complete of FIELD OF VIEW at the BEING studio (#1、Acoustic Version)
- BEST OF BEST 1000 FIELD OF VIEW (#1)
- FIELD OF VIEW BEST HITS (#1)
- FIELD OF VIEW 25th Anniversary Extra Rare Best 2020 (#1,2、#1は未発表テイク)

## タイアップ
- フジテレビ系ドラマ 『輝く季節の中で』主題歌。(#1)

## カバー
君がいたから
- 相川七瀬 - カバーアルバム『Treasure Box -Tetsuro Oda Songs-』（2015年10月28日発売）に収録[1]。